# Tubo de órgano

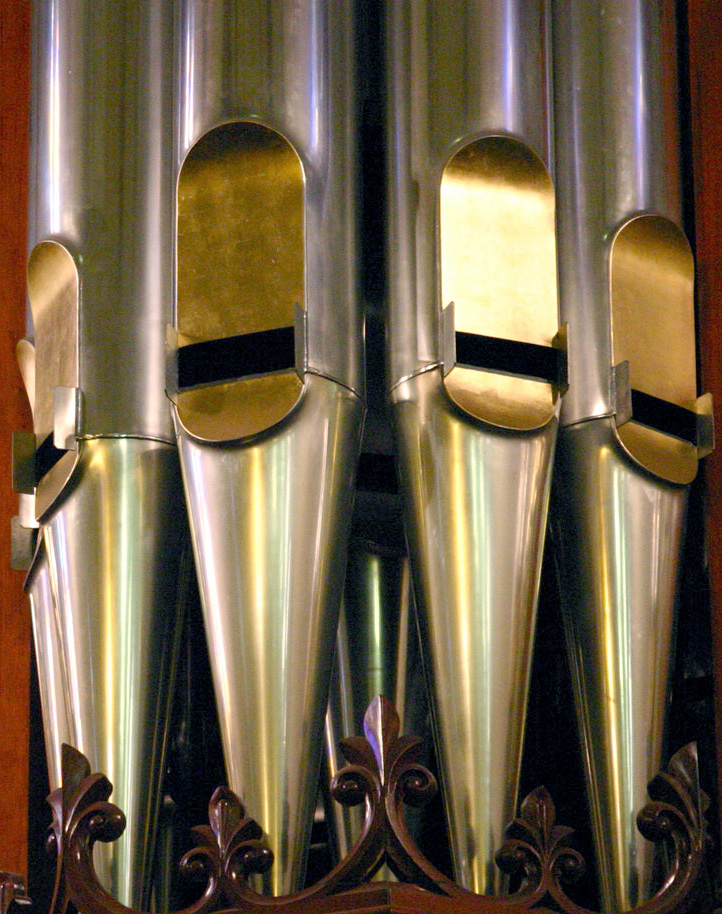
Los tubos que están presentes en la fachada suelen ser los correspondientes al registro de diapasón.

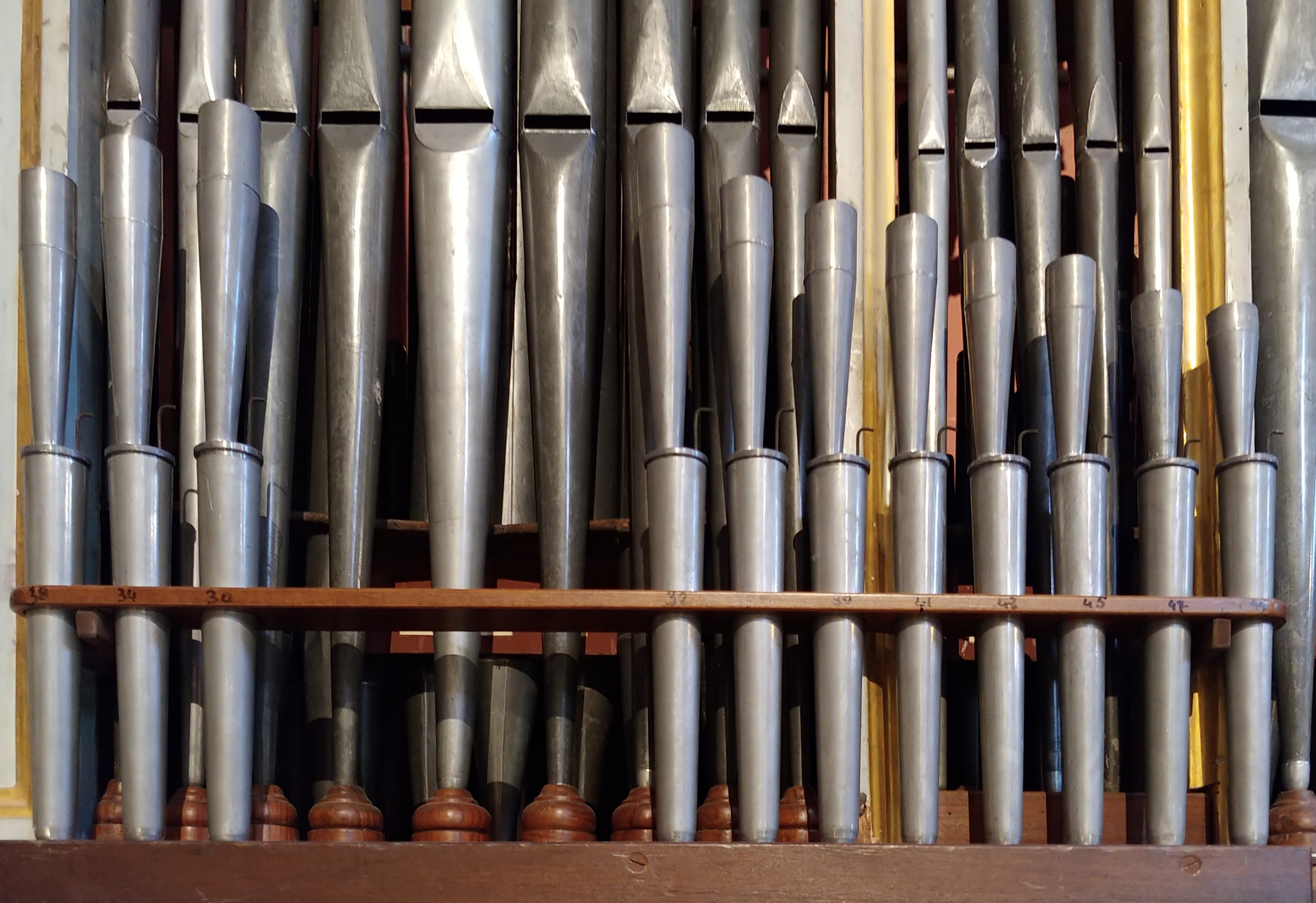
Existen muchos tipos de tubos en un órgano, pero se pueden dividir en dos categorías principales: los tubos de labio y los de lengüeta.

Un tubo de órgano es un elemento que produce sonidos en el instrumento al resonar a una frecuencia específica cuando se insufla aire a presión, y es la parte fundamental del mismo, ya que es lo produce el sonido. Cada tubo está afinado para producir una nota específica de la escala musical, pero un solo tubo produce una sola nota, por lo que se necesitan varios de ellos (la cantidad depederá del número de notas del manual o pedalero), para lograr una escala musical completa. Un conjunto de tubos que comparten un timbre similar y homogéneo se llama registro. Existen varios tipos de tubos en un órgano, de diferentes tamaños, formas, materiales y otras características, pero se pueden dividir en dos categorías principales: los tubos de labio y los de lengüeta.

## Características
Los tubos de órgano suelen estar hechos de madera o metal y producen sonido cuando el aire bajo presión pasa por ellos. Un tubo produce un solo tono, por lo que son necesarios varios de ellos para lograr una escala musical. En el caso de los tubos de labio, cuanto mayor es la longitud del tubo, más grave será el sonido de la nota resultante. En el caso de los tubos de lengüeta, la frecuencia de la nota buscada viene dada por las características de su lengüeta, mientras que su resonador solo produce cambios en el timbre. El tubo actúa como un depósito que almacena y restituye energía en las frecuencias de resonancia. También puede almacenar energía en otras frecuencias, pero es menos eficiente. La forma en que puede almacenar energía para una frecuencia dada se llama admitancia: cuanto mayor sea la admitancia, más energía se almacena y restituye. La relación diámetro y longitud, conocida como escala del tubo, tiene un fuerte efecto en las frecuencias de resonancia y en la admitancia. Un tubo estrecho tiene resonancias más nítidas y cercanas que un tubo ancho. Las frecuencias de resonancia de un tubo estrecho son más cercanas a los armónicos del sonido que las de un tubo ancho, además un tubo estrecho proporciona un sonido mucho más amplio que uno ancho.
Los tubos del órgano se agrupan en filas o rangos según el sonido particular que producen. Como cada tubo corresponde a una nota del manual. Si el órgano tiene manuales de cinco octavas, entonces por cada rango habrá 61 tubos. En el comando del registro el nombre del rango viene acompañado de un número, que es la longitud del tubo mayor medida en pies, empleando un pie de 32,43 centímetros, por lo que un registro que diga Diapasón 8', quiere decir que el tubo del Do más grave mide ocho pies de largo, siempre que sea un tubo sin tapar en su agujero superior, sin embargo los tubos son un poco más largos de lo que indica el registro, porque esa cifra no tiene en cuenta la longitud del pie del tubo, ya que esta no repercute en el sonido. Lo que quiere decir que la altura efectiva es la medida entre el extremo opuesto al piso y la boca del tubo, el orificio rectangular que se puede apreciar en los tubos de la fachada del órgano.
El timbre y volumen que produce un tubo dependen del volumen de aire que se le suministra y de la manera en que está construido y sonorizado, esta última ajustada por el constructor para producir el tono y volumen deseados. Por lo tanto, el volumen de un tubo no se puede cambiar fácilmente mientras se toca.
En un mismo órgano existen varios tipos de tubos, de diferente materiales y formas, algunos tienen su parte superior libre, mientras que otros están tapados en su agujero superior, incluso hay tubos con dos orificios superiores, dos bocas, o algunos con otro tubo que sale como si fuese una chimenea. Cada tipo tiene su propio timbre y nombre. Hay muchas otras variables que controlan el sonido además del diseño del tubo. Por ejemplo, la presión del viento, los materiales utilizados en la construcción, e incluso la estructura del edificio en el que se instala el órgano.

## Clasificación

### Tubo de labio

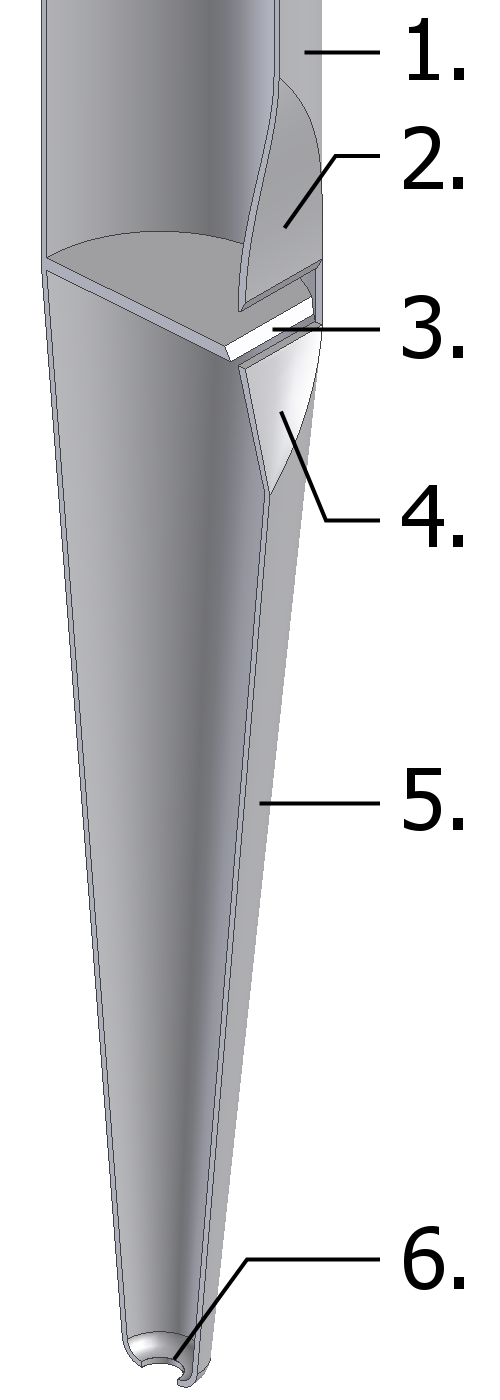
Sección de un tubo de labio:
1) Cuerpo del tubo o resonador.
2) Labio superior.
3) Lánguido.
4) Labio inferior.
5) Pie.
6) Orificio de entrada del aire.
Los elementos 2, 3 y 4 constituyen la boca.

Los tubos de labio funcionan exactamente como una flauta dulce. El aire primero ingresa por un orificio pequeño en la parte inferior del tubo. El aire a presión se libera en forma de un chorro plano, porque tiene que pasar por una ranura estrecha, entre el labio inferior de la boca y una parte llamada lánguida. Este aire golpea el labio superior afilado de la boca. Se produce así una oscilación ya que el aire oscila cuando entra y sale del tubo resonante, creando así una vibración de la columna de aire. Cuanto más largo sea el tubo resonante, más grave será el sonido, porque la vibración es más lenta. Si el objetivo es producir un sonido bajo, se necesita un tubo muy largo. Un ejemplo del sonido producido por un tubo de labio es la flauta.

### Tubo de lengüeta
Los tubos de lengüetas funcionan como un clarinete. En el pie del tubo, el aire a presión tiene que encontrar su camino a través de una parte semicilíndrica llamada chalote y una lengüeta, que generalmente esta hecha de latón. La lengüeta vibra y el tono del sonido producido depende de la longitud de la parte libre y de su elasticidad, es decir, de su grosor y del tipo de material utilizado. Tanto el color del sonido producido, como su riqueza de matices, depende de la forma, el grosor y el material de la lengüeta, pero también de la forma y la longitud del tubo que se encuentra encima y que se utiliza como resonador. Este resonador ayuda a la lengüeta a mantener su tono y selecciona los matices del sonido que se emite. Un ejemplo del sonido producido por un tubo de lengüeta es la trompeta. Estos tubos están presentes en un porcentaje menor que los de labio.

## Construcción
Existen una gran variedad de tubos de órgano, algunos de ellos son característicos de un cierto periodo histórico, mientras que otros están presentes en casi todos los instrumentos. Pero para generar sonido, existen fundamentalmente dos tipos de tubos: los tubos de labio y de lengüeta. Los tubos de labios son aquellos que se pueden ver en la fachada del órgano, generalmente el registro principal, y su nota resultante estará en función de su longitud, mientras que en los tubos de lengüeta el tono viene dado por varias características en la lengüeta. Los tubos de labio pueden estar construidos de diferentes aleaciones de plomo y estaño, además pueden estar construidos de madera. Por el contrario solo existen tubos de lengüeta con resonador de madera. Pese a las diferencias en su principio de funcionamiento, el tubo de labio funciona como una flauta y el de lengüeta similar a un clarinete, en ambos casos, existen una amplia diversidad de tubos con diferentes características en sus resonadores, que le dan a su sonido el timbre buscado.

### Resonadores
El resonador o cuerpo de un tubo proporciona el espacio de resonancia para el sonido producido en la boca del tubo. Tanto su forma como el largo contribuyen al tono específico. Si el tubo de labio es tapado produce una octava más baja que el mismo tubo sin tapar. El segundo cambio es el color del tono, ya que los armónicos impares no pueden desarrollarse en un tubo cerrado. Otra modificación que se le hacen a los tubos de labio son agujeros, en ocasiones uno o varios dependiendo del tipo de registro que se quiere lograr. En ocasiones se hace un agujero cerca del orificio superior, de forma como una ranura, esto puede tener un efecto similar en el tono, proporcionando un espacio de resonancia secundario, a veces las ranuras sirven para su afinación.
En el caso de los resonadores de los tubos de lengüeta, estos no fijan la altura de la nota, pero son una parte fundamental para cambiar el timbre resultante. El resonador funciona de forma similar a un megáfono: el sonido se intensifica ligeramente, pero al mismo tiempo, dependiendo de la forma y la longitud, adquiere un color específico. Cuanto más largo y estrecho sea el resonador, más se amortiguan las frecuencias parciales altas de las lengüetas. El diseño de estos resonadores no ha visto un límite, existiendo una gran gama de diseños para los mismos. Los organeros durante varios siglos han desarrollado una multitud de tipos de resonadores, entre ellos se encuentran los cilíndricos, cónicos, en combinaciones de los mismos, en forma de bobinas, con múltiples tubos insertados y reciprocantes, con aberturas en diferentes lugares y en diferentes formas y tamaños, con el fin de amortiguar o resaltar rangos de frecuencia individuales y dar forma al sonido de los registros de lengüeta.

### Tubos tapados

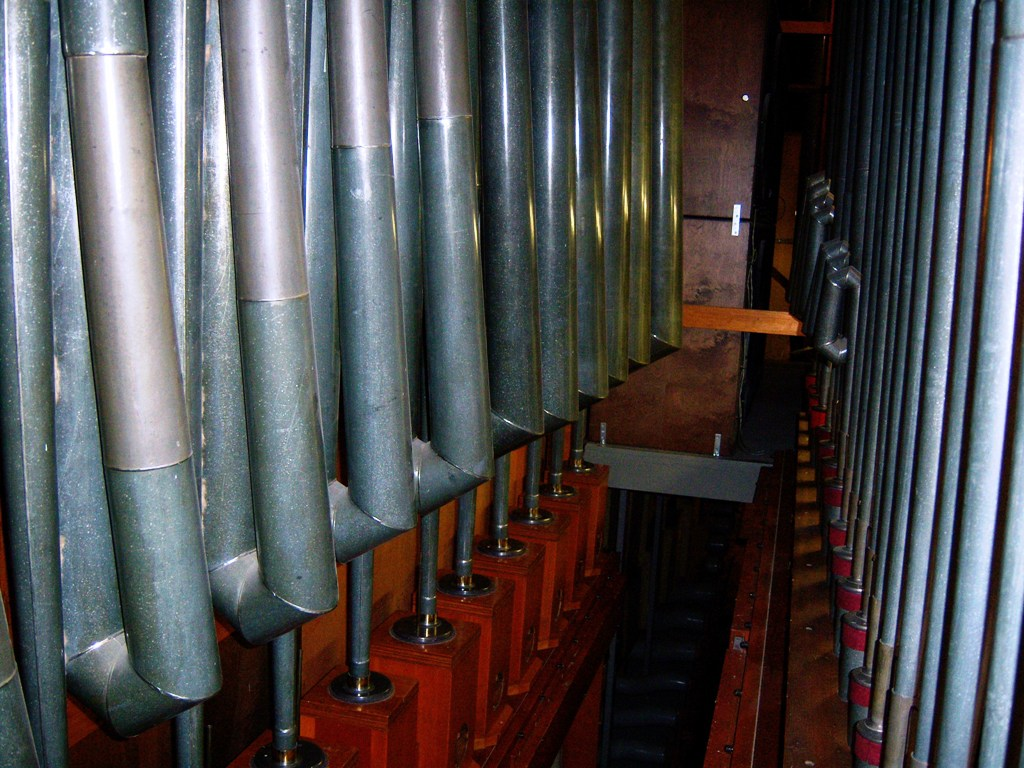
Tubos ingleteados del registro Bombarda de 32' en la visión del pedal.

Los tubos tapados están cerrados total o parcialmente en el extremo opuesto al orificio de entrada de aire. Existen tubos tapados de hasta 4'. Un tubo tapado produce un sonido de una octava más baja que el mismo sin tapar, es decir, un tubo tapado de 4' produce el mismo tono que uno abierto de 8', son tubos de sonido más suave, con menos armónicos. En estos casos, en el registro que manipula el organista, el número será su equivalente tonal, no su longitud real, por ejemplo en un tubo tapado de 4', el registro figurará como de 8'. En el registro de 4' los tubos no están completamente tapados, terminan con un pequeño tubo adicional, similar a una chimenea y al registro se lo suele llamar "flûte à cheminée" o "Rohrfloete" en alemán. La construcción de tubos tapados muy pequeños sería difícil, y su afinación compleja. Las flautas con tapa se construyen en madera (para las más grandes) o en "metal común", que es una aleación de estaño y plomo.
No existen tubos de lengüeta tapados completamente, ya que un tubo de lengüeta cerrado no sonaría en absoluto porque este tipo de tubo no tiene boca, por lo que están tapados de forma parcial, ya que debe haber una abertura en algún lugar para liberar el viento a la atmósfera.

### Construcciones particulares
Un registro real de 64' tendría en su nota más grave un tubo de 19,2 metros de longitud, debido a su longitud, peso y a que produce una nota en torno a los 8 Hz, son pocos los órganos con este tipo de registro, algunos órganos tiene un registro de 64', sin embargo se trata de la suma de uno de 32' con una mixtura de 21 1/3', que produce un sonido resultante de 64'. Algunos de los órganos con un registro real de 64' son el órgano del Ayuntamiento de Sídney con su Contra-Trombone 64', el órgano del Auditorio Boardwalk Hall,  con su Diaphone-Dulzian 64', y en el órgano de la Iglesia de Saint Maurice en Olomouc con su Untersatz 64'.

## Ajuste y regulación

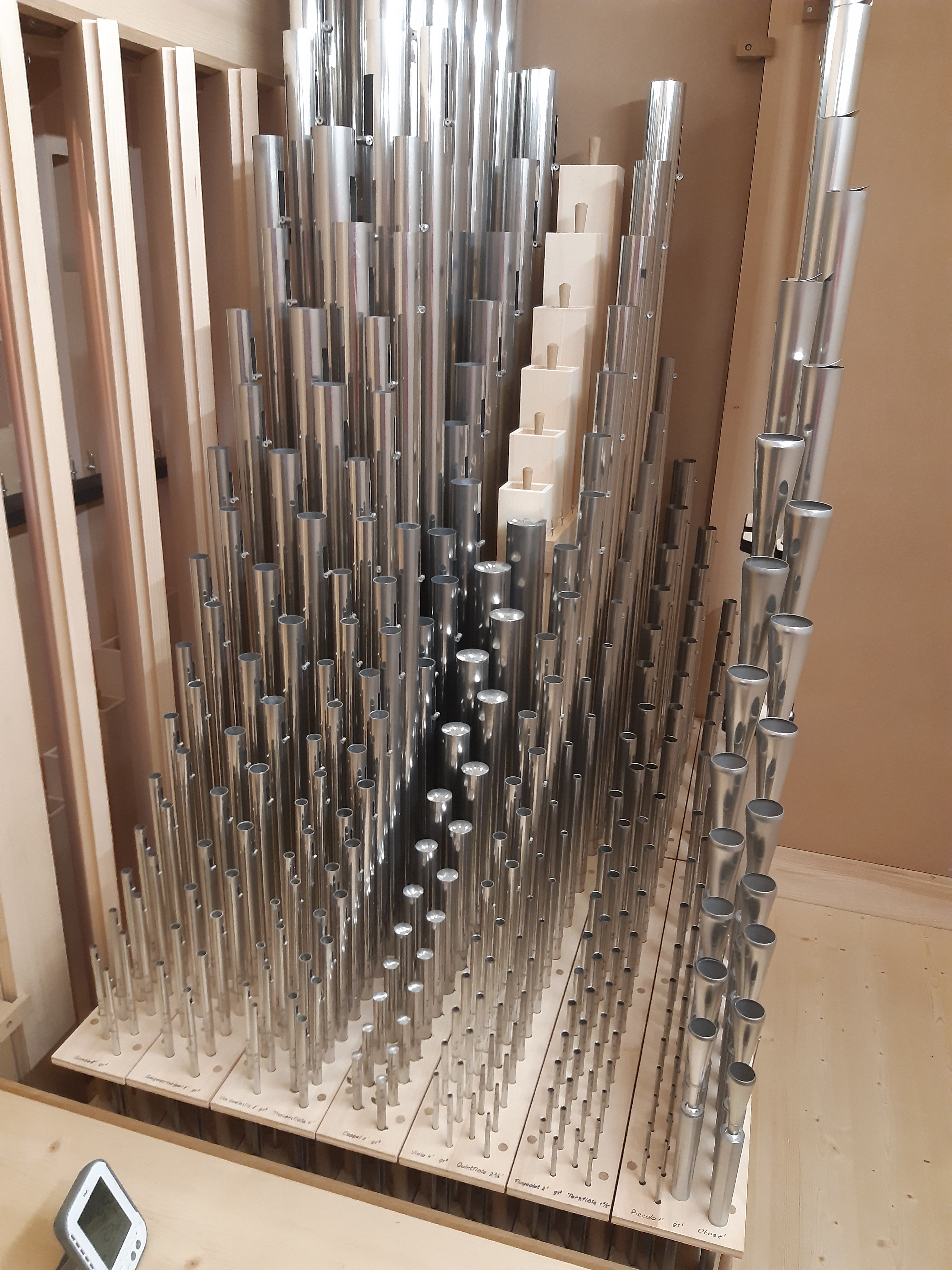
Distintos tubos dentro de una división swell.

El control de la cantidad de aire que entra en una determinado tubo es un ajuste que se hace en cada tubo en particular al momento de su montaje. El orificio de entrada, la abertura en la parte inferior del pie de un tubo de labio o en la bota de uno de lengüeta, puede aumentarse o disminuirse para regular la cantidad de aire que entra en cada tubo. Esto suele hacerse como parte del proceso de entonación. Un agujero más pequeño en el pie o bota de un tubo, dejará ingresar menos aire, pero si este se agranda durante el ajuste, permitirá mayor volumen de ingreso de aire.
Las partes más importantes en un tubo de lengüeta que determinan tanto el timbre como su afinación, se encuentran en la bota, en la chalota y la lengüeta. La chalota cumple una función análoga a los instrumentos de viento madera como el clarinete, donde una fina lámina de caña (la lengüeta) se une a una boquilla y se asegura con una armadura. En el caso de los tubos de lengüeta, la chalota es análoga a la boquilla y la lengüeta a la caña. El alambre y la cuña sujetan la lengüeta contra la chalota, cumpliendo la misma función que la armadura en un clarinete. La mayoría de los chalotes son tubos de latón con una cara plana con una abertura. La forma del chalote como las diferencias en su abertura influyen en el timbre.
La altura de un tubo de órgano está determinada por su resonador, un tubo de sección transversal circular o rectangular constante. La longitud de este tubo es, en principio, media longitud de onda (tubos de labio abiertos) o un cuarto de longitud de onda (tubos de labio tapados o tubos de lengüeta). Existe un parámetro llamado la «corrección del extremo»: la longitud física del tubo debe acortarse ligeramente porque el aire inmediatamente fuera de su extremo abierto participa en el movimiento resonante. Cuando el tubo se ensancha da lugar a relaciones modificadas entre la longitud de onda y la longitud del resonador. Un tubo se afina ajustando su longitud a una temperatura del aire específica. El problema es que al variar esta temperatura ambiente el tono cambiará como consecuencia del cambio en la velocidad del sonido.
Existen problemas adicionales de afinación, tales como las condiciones ambientales, en particular la humedad, puede influir en la presión del suministro de aire, y puede traer complicaciones con el funcionamiento de los mecanismos si la humedad es excesiva. Dicha variación en el soplado puede provocar cambios en el tono y el onset del tubo. El ajuste de la longitud del tubo puede verse afectado con el tiempo debido a variaciones térmicas y de humedad, como a vibraciones mecánicas. En muchos diseños de tubos, el elemento de afinación (sea una la corredera, manguito, tope o alambre) puede moverse acumulativamente debido al "efecto trinquete", esto significa: pequeñas distorsiones, aunque individualmente inofensivas, que no se compensan por completo al cesar la perturbación que las causa, y de hecho pueden acumularse de tal manera que el tubo se desafine a largo plazo. La humedad puede afectar también a aquellos tubos que están hechos de madera, como las flautas. Por lo general los tubos de lengüeta son menos susceptibles a desafinarse por las variaciones térmicas, pero no son completamente insensibles al fenómeno, ya que la fundamental del tubo está determinada por la combinación de la lengüeta y la columna de aire, pero la combinación de estos dos elementos es muy diferentes en los distintos tipos de tubos de lengüeta. Si bien la lengüeta en sí misma se ve afectada de forma insignificante por la temperatura, el resonador sí se ve afectado por la misma, y esto provocará una distorsión en la afinación resultante. La desafinación de los tubos debido a la expansión térmica o higroscópica de los cuerpos de los resonadores es insignificante, y no es un parámetro que se suele tener en cuenta.

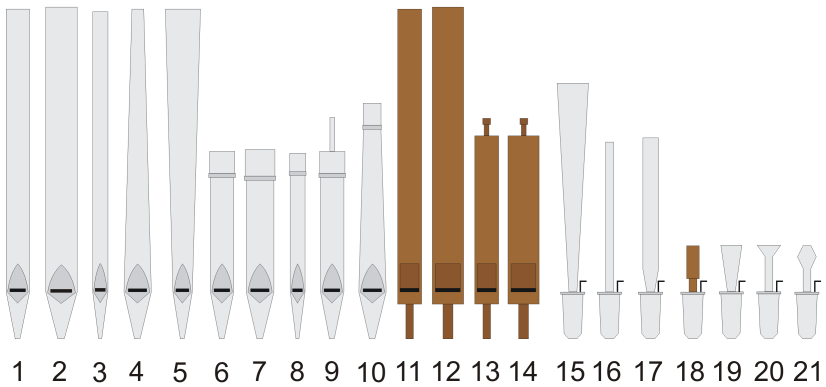
Algunos de los tipos más comunes de tubos de órgano. Todos pertenecen al mismo tono.